# Nefrogene systemische fibrose
Nefrogene systemische fibrose (voorheen nefrogene fibroserende dermopathie) is een ernstige ziekte, die in 1997 voor het eerst is waargenomen maar pas in 2000 werd beschreven. Het gaat om een voortschrijdende verharding van de huid, die soms voorkomt bij mensen met een zeer slechte nierfunctie. Er is een sterke relatie met een blootstelling aan gadolinium. Gadolinium wordt de laatste jaren toegepast in contrastmiddelen (zoals gadobutrol en gadoxetaat) voor MRI-scans. Deze link naar gadoliniumhoudend contrast werd in 2006 door Dr Grobner gelegd.
Met meer dan 145 miljoen contrasttoedieningen tot dusver en 369 meldingen van nefrogene systemische fibrose (NSF), waarvan 2 uit Nederland, mag gezegd worden dat het een zeldzame aandoening is.

## Ziektebeeld
De eerste symptomen zijn roze of rode papels, die uitgroeien tot geïndureerde (gezwollen, harde) plaques. De aandoening betreft vooral de armen en benen. Het begint bij polsen en enkels en breidt zich naar boven toe uit. Soms kunnen ook gewrichten verstijven, en ook inwendige organen kunnen betrokken raken. De ziekte kan fataal verlopen.
De ziekte is nog nooit waargenomen bij mensen met een normale nierfunctie (glomerulaire filtratiesnelheid >30 ml/min). Een goede behandeling is nog niet gevonden.

## Differentiaal diagnose
Het beeld lijkt het meest op scleromyxoedeem, sclerodermie (subvormen: morfea, systemische sclerose, eosinofiele fasciitis), en porphyria cutanea tarda.